# 575 a.C.
Séculos: (Século VII a.C. - Século VI a.C. - Século V a.C.)

## Eventos
- Os latinos foram subjugados pelos Etruscos do Norte, devido ao poderio militar destes, tendo conseguindo dominar Roma durante 2 séculos.[1]
- Fim do reinado de Arquídamo I, rei de Esparta, que governou de 600 a.C. a 575 a.C.
- Inicio do reinado de Agásicles, rei de Esparta, que governou de 575 a.C. a 550 a.C..

## Mortes
- Arquídamo I, rei de Esparta.